# Adolphe Samuel
Adolphe-Abraham Samuel (Liegi, 11 luglio 1824 – Gand, 11 settembre 1898) è stato un compositore, critico musicale e direttore d'orchestra belga.

## Biografia
Nato a Liegi, durante gli anni di formazione trascorse molto tempo a Bruxelles, dove diventa allievo di François-Joseph Fétis, e amico di Hector Berlioz. Ha inoltre studiato con Joseph Daussoigne-Méhul presso il Conservatorio Reale di Liegi.
Presso quest'istituto infatti iniziò lo studio della musica per poi proseguirlo, nel 1838, presso il Conservatorio di Bruxelles, città dove si era trasferito con la famiglia. Qui ha modo di studiare con François-Joseph Fétis, maestro di contrappunto, Charles Bosle, maestro di armonia, Jean-Baptiste Mischlo, maestro di pianoforte e KF Hirschner, maestro d'organo. Fu notato la prima volta dal grande pubblico accompagnando il violinista Charles Auguste de Bériot al pianoforte come parte del tour di concerti della giovane Pauline Viardot.
Samuel, che vinse il Prix de Rome belga nel 1845 con la cantata "Vendetta", andò a Roma attraversando la Germania e l'Austria, incontrando sulla strada Felix Mendelssohn, Giacomo Meyerbeer e Ferdinand Hiller. Nella capitale lavora all'opera Giovanni da Procida e alla sua Seconda Sinfonia, presentata per la prima volta da Fétis a Bruxelles nel 1849 dopo il ritorno di Samuel. I suoi lavori di questi anni subiscono dell'influenza della musica di Hector Berlioz.
Nel 1860 divenne professore di armonia a Bruxelles e nel 1871 direttore del conservatorio di Gand. Nel 1865 organizza a Bruxelles una serie di concerti pubblici, basati sul modello di Jules Pasdeloup, durante i quali promuove la musica dei compositori a lui contemporanei, in particolare Richard Wagner e Franz Liszt con l'intento di rendere la nuova musica accessibile a tutti.
Nel 1895 Samuel, ebreo di nascita, fu battezzato e divenne un cristiano cattolico, convertendosi, quindi, in età avanzata. Morì a Gand nel 1898. Su richiesta del compositore, è stata eseguita una sua messa durante il funerale. Anche suo figlio Eugene Samuel fu un compositore.

## Catalogo
Tra i lavori da lui scritti vanno segnalate cinque opere (scritte tra il 1845 e il 1854), cantate (tra cui una cantata per il venticinquesimo anniversario dell'incoronazione del primo re belga, Leopoldo I, L'union fait la force ), composizioni per coro, mottetti, due quartetti d'archi, sette sinfonie (scritte tra il 1846 e il 1894). È stato anche un critico musicale presso Le Télégraphe, National, La Civilization, L'Echo de Bruxelles, L'indépendance belge, La Revue trimesterielle, L'Art universel e La Flandre libérale.

## Opere scelte
- Il a révé, Opera, 1845
- La Vendetta, Cantata, 1845
- Sinfonia n°1 op.8, 1846
- Sinfonia n°2 op.9, 1847
- Giovanni da Procida, Opera, 1847
- Madeleine, opera comica, (libretto di Gustave Vaëz), 1850
- Roland à Ronceveaux, poema sinfonico, 1850
- Les Deux Précendants, opera comica, (libretto di Louis Schoonen), 1851
- L'Heure de la retraite, opera comica, (libretto di Eugène van Bemmel), 1854
- Cantate du jubilée, cantata, 1855
- L'union fait la force, cantata, 1856
- Sinfonia n°3 op.28, 1858
- Cantate nationale, cantata op.29, 1859
- Sinfonia n°4 op.33, 1863
- Sinfonia n°5 op.35, 1869
- De Wederkomst, cantata, op.38, 1875
- Leopoldo I, cantata, 1880
- Sinfonia n°6 (Symphony à program) op. 44, 1889
- Sinfonia n°7 "Cristo" op. 48, 1893